# ムーステク駅
ムーステク駅（ムーステクえき）は、プラハ1区新市街にある、プラハ地下鉄A線、B線の駅である。本頁では、乗換駅指定されている、プラハ市電のヴァーツラフ広場停留所についても記載する。

## 駅構造（地下鉄）

### ホーム
A線ホーム・B線ホームそれぞれが1面2線(島式)、合わせて2面4線の地下駅。
| のりば | 路線 | 方向   | 行先                             | 備考 |
| ------ | ---- | ------ | -------------------------------- | ---- |
| 1      | A線  | 南方向 | スカルカ、ホスチヴァルジ車庫方面 |      |
| 2      | A線  | 北方向 | ネモツニツェ・モトル方面         |      |
| 1      | B線  | 西方向 | ズリチーン方面                   |      |
| 2      | B線  | 東方向 | チェルニー・モスト方面           |      |

### ダイヤ[1][2]
A線・B線とも、平日5分間隔、土曜日7.5分間隔、休日午前10分間隔、休日午後7.5分間隔で運行する。

## 駅構造（路面電車）
停留所名は「ヴァーツラフ広場」である。

### ホーム
2面2線、相対式ホーム。
| のりば           | 系統           | 方向   | 行先                                                                           | 備考                                                   |
| ---------------- | -------------- | ------ | ------------------------------------------------------------------------------ | ------------------------------------------------------ |
| 映画館側         | 6,91,96系統    | 北方向 | パヴロフ広場経由 スポルジロフ/クバーン広場/ストラシニツェ方面                  | スポルジロフ行とストラシニツェ行は深夜のみ             |
| 映画館側         | 14,24,95系統   | 南方向 | アルベルトフ経由 スポルジロフ/クバーン広場/中央工房方面                        | 中央工房行は深夜のみ                                   |
| 映画館側         | 3,92系統       | 南方向 | ブラニーク駅/モドルジャニ方面                                                  | モドルジャニ行は深夜のみ                               |
| 映画館側         | 5,94系統       | 南方向 | バランドフ方面                                                                 |                                                        |
| 映画館側         | 9,98系統       | 南方向 | ウーイェズド経由 ルジェピ方面                                                  |                                                        |
| 書店アカデミア側 | 5系統          | 北方向 | オルシャン広場経由 中央工房方面                                                |                                                        |
| 書店アカデミア側 | 9,95,98系統    | 北方向 | オルシャン広場経由 スポヨヴァチー/コビリスィ方面                               | コビリスィ行は深夜のみ                                 |
| 書店アカデミア側 | 3,24,92系統    | 北方向 | カルリーン広場経由 パルモフカ/コビリスィ/レホヴェツ方面                        | レホヴェツ行は深夜のみ                                 |
| 書店アカデミア側 | 14系統         | 北方向 | 市場経由 パルモフカ/ヴィソチャニ方面                                           |                                                        |
| 書店アカデミア側 | 6,91,94,96系統 | 北方向 | シュトロスマイヤー広場経由 パルモフカ/レホヴェツ/シャールカ公園/ペトルジニ方面 | レホヴェツ、シャールカ公園、ペトルジニ方面行は深夜のみ |

## 駅周辺
プラハ新市街の中心的な駅であるが、旧市街のB線最寄駅でもある。
- カレル橋　（A線旧市街駅の方が近い）
- 旧市街広場　（A線旧市街駅の方が近い）
- ティーン聖母教会　（A線旧市街駅の方が近い）
- ヨゼフォフ　（A線旧市街駅の方が近い）
- 旧新シナゴーグ　（A線旧市街駅の方が近い）
- 聖ヤコブ教会　（B線共和国広場駅の方が近い）
- カレル大学本部

## 隣の駅
プラハ地下鉄
A線
旧市街駅 - ムーステク駅 - 博物館駅
B線
国民大通り駅 - ムーステク駅 - 共和国広場駅